# Resin
Resin (w źródłach asyryjskich Rahianu) – król Aramu-Damaszku panujący od ok. 740 p.n.e. Wspominany w Starym Testamencie.
Resin pomógł w organizacji koalicji antyasyryjskiej, do której przyłączyły się Izrael, państwa arabskie, Fenicja i Filistyni. Kiedy król Judy Achaz odmówił przystąpienia do koalicji, Resin wraz z królem Izraela Pekachem oblegli Jerozolimę z zamiarem zmuszenia Achaza do przystąpienia do koalicji, lub zastąpienia go innym królem. W ten sposób rozpoczęła się wojna syro-efraimska. Na pomoc Achazowi wyruszył jednak król Asyrii Tiglat-Pileser III. Zmusił on wojska koalicji do wycofania się, a w 732 p.n.e. zdobył Damaszek. Resin został stracony.